# THX 1138
THX 1138 – dystopijny film science-fiction z 1971 roku w reżyserii George’a Lucasa. Powstał w oparciu o poprzedni film Lucasa – Elektroniczny labirynt THX 1138 4EB z 1967 roku.

## Fabuła
THX 1138 to imię głównego bohatera, który żyje w homogenicznym społeczeństwie, którego naczelną zasadą jest bezwzględne podporządkowanie się regułom. Kiedy THX 1138 przestaje zażywać obowiązkowe dla wszystkich leki, jego percepcja świata zmienia się. THX 1138 zakochuje się i przestaje żyć zgodnie z zasadami społeczeństwa.

## Obsada
- Robert Duvall – THX 1138
- Donald Pleasence – SEN 5241
- Maggie McOmie – LUH 3417
- Don Pedro Colley – SRT, hologram
- Ian Wolfe – więzień PTO